# Villegasia pernambucana
Villegasia pernambucana är en tvåvingeart som beskrevs av Tibana och Guilherme A.M.Lopes 1985. Villegasia pernambucana ingår i släktet Villegasia och familjen köttflugor. Inga underarter finns listade i Catalogue of Life.